# Liste des monuments historiques de Kortenaken
Cette page regroupe l'ensemble des monuments classés de la ville belge de Kortenaken.
| Objet                                                  | Statut du classement?          | Année de construction/architecte | Section communale | Adresse            | Coordonnées                      | Numéro d'inventaire | Illustration                        |
| ------------------------------------------------------ | ------------------------------ | -------------------------------- | ----------------- | ------------------ | -------------------------------- | ------------------- | ----------------------------------- |
| (nl) Parochiekerk Sint-Amor                            | OB000434                       |                                  | Kortenaken        | Dorpsplein         | 50° 54′ 35″ nord, 5° 03′ 27″ est | 43327               | (nl) Parochiekerk Sint-Amor         |
| (nl) Parochiekerk Sint-Amandus                         |                                |                                  | Hoeleden          | Kerkplein          | 50° 52′ 06″ nord, 4° 59′ 08″ est | 43331               | (nl) Parochiekerk Sint-Amandus      |
| (nl) Gesloten hoeve uit XVIII d                        |                                |                                  | Hoeleden          | Hoeledensebaan 121 | 50° 52′ 16″ nord, 4° 59′ 37″ est | 43332               | Téléverser                          |
| (nl) Parochiekerk Sint-Servaas                         | OB000437 · OB001397 · OB001399 |                                  | Kersbeek-Miskom   | Kersbeek-Dorp      | 50° 53′ 12″ nord, 4° 59′ 40″ est | 43334               | (nl) Parochiekerk Sint-Servaas      |
| (nl) "Wouterlingenhof", woning dubbelhuis-type         |                                |                                  | Kersbeek-Miskom   | Beekstraat 2       | 50° 53′ 02″ nord, 4° 59′ 43″ est | 43335               | Téléverser                          |
| (nl) Parochiekerk Sint-Amandus                         | OB001420 · OB001422            |                                  | Kersbeek-Miskom   | Kerkstraat         | 50° 53′ 44″ nord, 5° 00′ 44″ est | 43338               | Téléverser                          |
| (nl) Pastorie, dubbelhuis, 1792                        | OB001421 · OB001422            |                                  | Kersbeek-Miskom   | Miskom-Dorp 14     | 50° 53′ 44″ nord, 5° 00′ 48″ est | 43339               | Téléverser                          |
| (nl) Parochiekerk Onze-Lieve-Vrouw                     | OB000436                       |                                  | Ransberg          | Dorpsstraat        | 50° 52′ 31″ nord, 5° 02′ 24″ est | 43340               | (nl) Parochiekerk Onze-Lieve-Vrouw  |
| (nl) Kapel van de Zaligmaker of kapel van de Verlosser | OB000435                       |                                  | Ransberg          | Dorpsstraat        | 50° 52′ 15″ nord, 5° 01′ 56″ est | 43341               | Téléverser                          |
| (nl) Parochiekerk Sint-Bartholomeus                    | OB000438 · OB001472            |                                  | Waanrode          | Dorp               | 50° 54′ 59″ nord, 5° 00′ 15″ est | 43343               | (nl) Parochiekerk Sint-Bartholomeus |
| (nl) Huis                                              |                                |                                  | Waanrode          | Dorp 1             | 50° 54′ 57″ nord, 5° 00′ 14″ est | 43345               | Téléverser                          |
| (nl) Langshuis                                         |                                |                                  | Waanrode          | Dorp 11            | 50° 54′ 57″ nord, 5° 00′ 17″ est | 43347               | Téléverser                          |
| (nl) Dubbelhuis 1864                                   |                                |                                  | Waanrode          | Dorp 18            | 50° 54′ 56″ nord, 5° 00′ 18″ est | 43348               | Téléverser                          |
| (nl) Dorpswoning 1854                                  |                                |                                  | Waanrode          | Dorp 8             | 50° 54′ 59″ nord, 5° 00′ 18″ est | 43349               | Téléverser                          |
| (nl) Dwarsschuren                                      |                                |                                  | Waanrode          | Schipbroekstraat 3 | 50° 55′ 06″ nord, 5° 01′ 33″ est | 43351               | Téléverser                          |
| (nl) Pastorie                                          | OB001398 · OB001399            |                                  | Kersbeek-Miskom   | Kersbeek-Dorp 9    | 50° 53′ 13″ nord, 4° 59′ 39″ est | 81821               | Téléverser                          |
| (nl) Kasteeldomein Hogemeyer - Kasteel                 | OB001381 · OB001383            |                                  | Kersbeek-Miskom   | Hoogemeyer 1       | 50° 53′ 50″ nord, 4° 59′ 38″ est | 200103              | Téléverser                          |
| (nl) Kasteeldomein Hogemeyer - Kasteelhoeve            | OB001382 · OB001383            |                                  | Kersbeek-Miskom   | Hoogemeyer         |                                  | 200103              | Téléverser                          |